# Ngin Marady
Ngin Marady (en camboyano: ងិន ម៉ារ៉ាឌី; Nom Pen, Camboya, 27 de octubre de 1999) es una modelo, actriz y reina de belleza camboyana. Ganó Miss Universo Camboya 2021 y representó a Camboya en Miss Universo 2021 en Eilat, Israel.

## Primeros años
Ngin nació el 27 de octubre de 1999 y creció en Nom Pen. Trabaja como modelo y actriz profesional. Como aliada, usa su plataforma para hacer campaña contra la discriminación contra la comunidad LGBTQ. En 2016, Ngin comenzó a trabajar para Revlon Cambodia. También es la embajadora de una marca famosa en Camboya.
Ngin no es nueva en el mundo de los concursos de belleza, ya que participó anteriormente en el evento Miss Cat of the City 2016 y ganó el premio 'Best in Catwalk'.

## Participación en concursos de belleza

### Miss Universo Camboya 2021
El 28 de octubre de 2021, Ngin compitió con otras 19 candidatas en Miss Universo Camboya 2021 en Nom Pen, donde ganó los siguientes premios especiales como Mejor en traje de baño y Mejor en entrevista. Al final, Marady fue coronada Miss Universo Camboya 2021 por la anterior campeona Sarita Reth.

### Miss Universo 2021
Como Miss Universo Camboya 2021, Marady representó a Camboya en Miss Universo 2021 en Eilat, Israel, donde no logró ubicarse en las semifinales. Durante la competencia nacional de disfraces, sin querer llamó la atención de los medios cuando la parte trasera de su intrincado disfraz se rompió y cayó al suelo, lo que requirió que los organizadores la ayudaran e intervinieran durante casi 5 minutos durante la transmisión en vivo.